# Eriostethus nigropictus
Eriostethus nigropictus är en stekelart som beskrevs av Baltazar 1964. Eriostethus nigropictus ingår i släktet Eriostethus och familjen brokparasitsteklar. Inga underarter finns listade i Catalogue of Life.